# Blindão
Blindão é um single da dupla musical Bonde da Stronda, lançada em 19 de setembro de 2014 pela 2N MUSIC. O videoclipe da canção foi dirigido por Escriche e produzido pela Vandalo, sendo lançado juntamente com a canção. O video atingiu 500 mil acessos em menos de 48 horas sendo destaque na Vevo.

## Fundo
Antes de "Blindão", lançaram o álbum O Lado Certo da Vida Certa, em 2013. O single conta com a participação do rapper LetoDie, e seguem o mesmo estilo do primeiro disco que revelou a dupla, Stronda Style, cheio de tensão em palavrões. A faixa parte de um pressuposto bastante sombrio, tanto sonora quanto liricamente. No clipe, produzido pela Vandalo, Léo Stronda interpreta Lucas, um bodybuilder oldschool de poucas condições financeiras que herdou o açougue de seu falecido pai e faz de tudo para manter a honra da família mantendo os agiotas longe do empreendimento, mas as coisas não saem como o esperado e ele usa a academia e seus treinos insanos para descontar a raiva até tomar uma ultima decisão. Tendo em vista que sua mãe encontra-se internada, entre a vida e a morte, na cama de um hospital. E, como se os seus problemas, tanto financeiros quanto psicológicos, já não fossem o suficiente, ele ainda é vítima da milícia, que agora controla a área onde o seu açougue é localizado. Com o dinheiro contado para comprar os remédios de sua mãe, ele recebe uma visita da força miliciana que resolve passar por lá naquele dia pra receber "o seu". Com várias armas apontadas pra sua cara, Lucas não tem muita escolha e entrega o dinheiro, ficando praticamente sem nada.

## Faixas
| N.º | Título                                     | Duração |  |
| 1.  | "Blindão (part. LetoDie])" (Canção)        | 6:14    |  |
| 2.  | "Blindão (part. LetoDie])" (Vídeo musical) |         |  |